# Crithidia luciliae
Crithidia luciliae es un protista flagelado parásito, conocido por utilizar a la  mosca doméstica Musca domestica como hospedador. Siendo parte de la familia Trypanosomatidae, una de sus características distintivas es la presencia de un quinetoplasto; una compleja red de moléculas de ADN circular entrelazadas. La presencia de este quinetoplasto convierte a Crithidia en un sustrato de importancia para el diagnóstico de lupus eritematoso sistémico (LES).
Al utilizar a C.luciliae como sustrato para inmunofluorescencia, la organela de este microorganismo se convierte en un excelente medio para detectar anticuerpos anti ADN de doble cadena, los cuales son una característica común en esta enfermedad.

## Taxonomía
C.luciliae es un protozoo unicelular perteneciente a la familia Trypanosomatidae, esta familia se caracteriza por presentar un quinetoplasto, que es una red de moléculas circulares de ADN dentro de una única mitocondria de gran tamaño. Todos los organismos conocidos del orden Kinetoplastida son parásitos, y el organismo hospedero para C. luciliae es la mosca doméstica.

## Papel en el diagnóstico del LES
El quinetoplasto de gran tamaño presente en C. luciliae permite que este organismo sea utilizado en la detección de anticuerpos anti ADN de doble cadena, un tipo de anticuerpos antinucleares. La presencia de anticuerpos antinucleares es una característica común presente en el LES, y los anticuerpos anti ADN de doble cadena en particular, son altamente específicos para esta enfermedad. La alta concentración de ADN doble cadena y la ausencia de antígenos nucleares humanos en el quinetoplasto, proveen un sustrato altamente específico para la detección de anticuerpos anti ADN de doble cadena.

## Nucleótidos de purina y adquisición de nucleobases
C. luciliae carece de la capacidad para biosintetizar bases púricas, y requiere incorporarlas desde su ambiente inmediato. Es por eso que C. luciliae es un parásito obligado.
C. luciliae utiliza tres sistemas de transporte para la incorporación de bases a partir de su organismo hospedador. Una para la incorporación de adenosina y análogos, una para guanosina sus análogos e inosina; y uno para hipoxantina adenina y adenosina.